# Versatile Metal Band
 (juillet 2025).
Il peut être nécessaire de l'améliorer pour respecter le principe de neutralité de point de vue. 

 (juillet 2025).
Motif : Une fois retirées les sources non indépendantes, reste-t-il des sources secondaires de qualité démontrant la notoriété encyclopédique ?
- Archive Wikiwix
- Bing
- Cairn
- DuckDuckGo
- E. Universalis
- Gallica
- Google
- G. Books
- G. News
- G. Scholar
- Persée
- Qwant
- (zh) Baidu
- (ru) Yandex

| 1. | Préciser le motif de la pose du bandeau. | Précisez le motif de la pose du bandeau en utilisant la syntaxe suivante : {{admissibilité à vérifier\|date=juillet 2025\|motif=remplacez ce texte par le motif}}                         |
| 2. | Informer les utilisateurs concernés.     | Pensez à avertir le créateur de l'article, par exemple, en insérant le code ci-dessous sur sa page de discussion : {{subst:avertissement admissibilité à vérifier\|Versatile Metal Band}} |

 (juillet 2025).
 (juillet 2025).
La mise en forme du texte ne suit pas les recommandations de Wikipédia : il faut le « wikifier ».
Les points d'amélioration suivants sont les cas les plus fréquents :
- Les titres sont pré-formatés par le logiciel. Ils ne sont ni en capitales, ni en gras.
- Le texte ne doit pas être écrit en capitales (les noms de famille non plus), ni en gras, ni en italique, ni en « petit »…
- Le gras n'est utilisé que pour surligner le titre de l'article dans l'introduction, une seule fois.
- L'italique est rarement utilisé : mots en langue étrangère, titres d'œuvres, noms de bateaux, etc.
- Les citations ne sont pas en italique mais en corps de texte normal. Elles sont entourées par des guillemets français : « et ».
- Les listes à puces sont à éviter, des paragraphes rédigés étant largement préférés. Les tableaux sont à réserver à la présentation de données structurées (résultats, etc.).
- Les appels de note de bas de page (petits chiffres en exposant, introduits par l'outil «  Source ») sont à placer entre la fin de phrase et le point final[comme ça].
- Les liens internes (vers d'autres articles de Wikipédia) sont à choisir avec parcimonie. Créez des liens vers des articles approfondissant le sujet. Les termes génériques sans rapport avec le sujet sont à éviter, ainsi que les répétitions de liens vers un même terme.
- Les liens externes sont à placer uniquement dans une section « Liens externes », à la fin de l'article. Ces liens sont à choisir avec parcimonie suivant les règles définies. Si un lien sert de source à l'article, son insertion dans le texte est à faire par les notes de bas de page.
- La présentation des références doit suivre les conventions bibliographiques. Il est recommandé d'utiliser les modèles {{Ouvrage}}, {{Chapitre}}, {{Article}}, {{Lien web}} et/ou {{Bibliographie}}. Le mode d'édition visuel peut mettre en forme automatiquement les références.
- Insérer une infobox (cadre d'informations à droite) n'est pas obligatoire pour parachever la mise en page.

Pour une aide détaillée, merci de consulter Aide:Wikification.
Si vous pensez que ces points ont été résolus, vous pouvez retirer ce bandeau et améliorer la mise en forme d'un autre article.
Versatile Metal Band est un groupe de metal suisse, originaire de Genève. Formé en 2019, le groupe est signé sur le label français Les Acteurs de l'Ombre Productions et est composé de Hatred Salander (chant), Cinis (guitare), Famine (guitare) et Morphée (batterie).

## Biographie
Le groupe est fondé en 2019 à Genève.
En 2022, Versatile sort un premier EP autoproduit intitulé Atra Bilis.
Le groupe signe ensuite avec le label spécialisé dans le black metal Les Acteurs de l'Ombre Productions  pour la sortie de son premier album, Les Litanies du Vide, sortit le 11 avril 2025 .

## Style musical
Le groupe qualifie lui-même son style de « horror metal », mêlant des ambiances sombres et des thématiques horrifiques à une base de metal extrême. Les critiques ou interviews le rapprochent de genres comme le symphonic black/death ou metal-indus.

## Membres
- Hatred Salander : chant
- Cinis : guitare
- Famine : guitare
- Morphée : batterie

## Discographie

### Album studio
- 2025 : Les Litanies du Vide (Les Acteurs de l'Ombre Productions)

### EP
- 2022 : Atra Bilis (Autoproduit)